# Rosalind
Pour les articles homonymes, voir Rosalind (homonymie).
Rosalind est un village de la province de l'Alberta, au Canada.

## Démographie
| 2001 | 2006 | 2011 | 2016 |
| ---- | ---- | ---- | ---- |
| 190  | 190  | 190  | 188  |